# Ruy Blas (Marchetti)
Ruy Blas (títol original en italià, en català Ruy Blas) és una obra dramaticomusical en quatre actes composta  per Filippo Marchetti sobre un llibret en italià de Carlo D'Ormeville, basat en Ruy Blas de Victor Hugo. Es va estrenar el 3 d'abril de 1869 al La Scala.
A Catalunya es va estrenar al Teatre Novedades de Barcelona el 28 d'agost de 1872 i uns mesos més tard, el 9 de novembre del mateix any, es presentà al Gran Teatre del Liceu de Barcelona.